# Vasodilatador

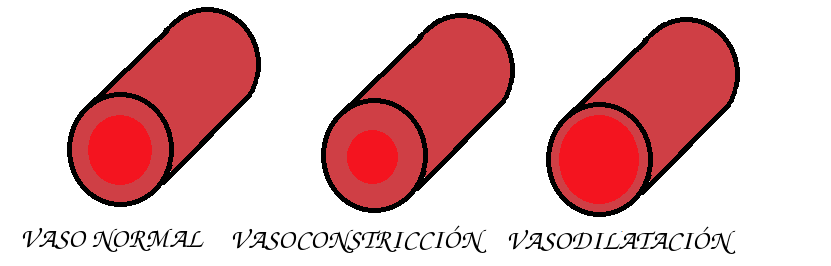
Vasodilatación.

Los fármacos vasodilatadores tienen como función terapéutica la relajación de los músculos que controlan el tono muscular de los vasos sanguíneos con la finalidad de incrementar el flujo sanguíneo en su interior.
Los vasodilatadores son empleados ampliamente en pacientes que sufren de angina de pecho, estado clínico que se caracteriza por dolor torácico a causa del insuficiente flujo sanguíneo en las arterias coronarias. Al parecer, la arteriosclerosis, la aterosclerosis y los espasmos de las arterias coronarias ocasionan la angina de pecho; y es por esta razón que a los vasodilatadores empleados para aliviar este padecimiento se les conocen también como antianginosos.
La vasodilatación promovida por los fármacos de esta categoría aminora la resistencia vascular y la presión arterial, que son cambios que reducen el trabajo cardíaco y el consumo de oxígeno, ya que permiten que el corazón bombee más sangre (aumento del gasto cardiaco), con menos esfuerzo.
Los medicamentos que dilatan las arterias o arteriolas tienen mayor efecto para disminuir la presión arterial. Este efecto se conoce como “disminución de la poscarga” del corazón; es decir, el corazón no tiene que esforzarse para bombear sangre, una vez que se reduce la presión arterial. Los medicamentos que dilatan venas (venodilatadores) disminuyen sobre todo el retorno venoso de sangre hacia el corazón, lo cual se conoce como “disminución de la precarga”, que también aminora el esfuerzo cardíaco.
Se ha demostrado que la terapia vasodilatadora para la insuficiencia cardíaca congestiva es muy útil, sobre todo con la clase de
medicamentos que reciben el nombre de inhibidores de la enzima convertidora de angiotensina (IECA). Estos fármacos se han convertido en los agentes preferidos para el tratamiento de este padecimiento. Hay menos riesgo de toxicidad con la vasodilatación que con los glucósidos cardíacos.
Fundamentándose en la historia clínica del paciente, los médicos pueden prescribir vasodilatadores como monofármaco, o en combinación con diuréticos y glucósidos cardiacos.

## Fármacos vasodilatadores
Algunos de los medicamentos más empleados para promover la vasodilatación son:
Inhibidores de la ECA (IECA):
- Captopril
- Enalapril
- Lisinopril

Muy usados son los nitratos orgánicos:
- Nitroglicerina
- Dinitrato de isosorbida

Otros:
- Hidralazina
- Prazosina

Antagonistas del calcio
- Verapamilo. Sus propiedades vasodilatadoras permiten que se le considere para el tratamiento de la angina.
- Diltiazem. Es un vasodilatador de las arterias coronarias y suele causar una baja modesta de la presión arterial.
- Nifedipina. Tiene efectos menores de la frecuencia cardíaca, pero es un vasodilatador muy potente.